# Zanzibarský sultanát
Zanzibarský sultanát neboli sultanát Zanzibar (svahilsky Usultani wa Zanzibar, arabsky سلطنة زنجبار‎, Sulṭanat Zanjībār) byl muslimský stát ve Východní Africe v letech 1856–1964 na území současného státu Keňa. Po určitý čas byl sultanát suverénním státem, pouze v letech 1890–1963 byl britským protektorátem. Ve vnitrozemí byla zřízena britská kolonie Keňa, zatímco 16 km dlouhý pás pobřeží zůstal formálně v držení zanzibarského sultána (jmenovitě pronajatý od sultána ze Zanzibaru) jako Keňský protektorát. Protektorát i vnitrozemská Keňská kolonie byly spravovány jako jeden správní celek. Sultanát ukončila zanzibarská revoluce 12. ledna 1964.

## Symbolika

vlajka:
1856–1896
1896–1963 (britský protektorát)
1963–1964